# Enomoto Takeaki

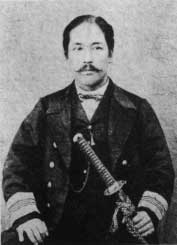
Enomoto in Ezo, 1868-1869.

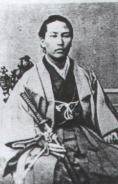
Enomoto rond de leeftijd van 19 jaar,voordat hij naar Europa vertrok.

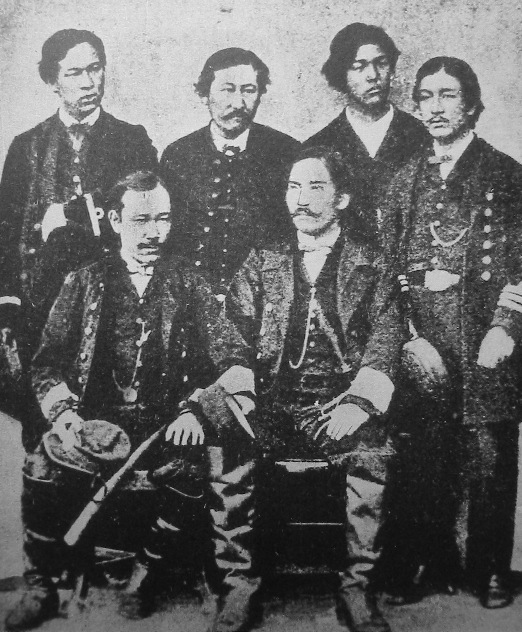
Leiders van de republiek Ezo, Enomoto zit rechts op de voorste rij.

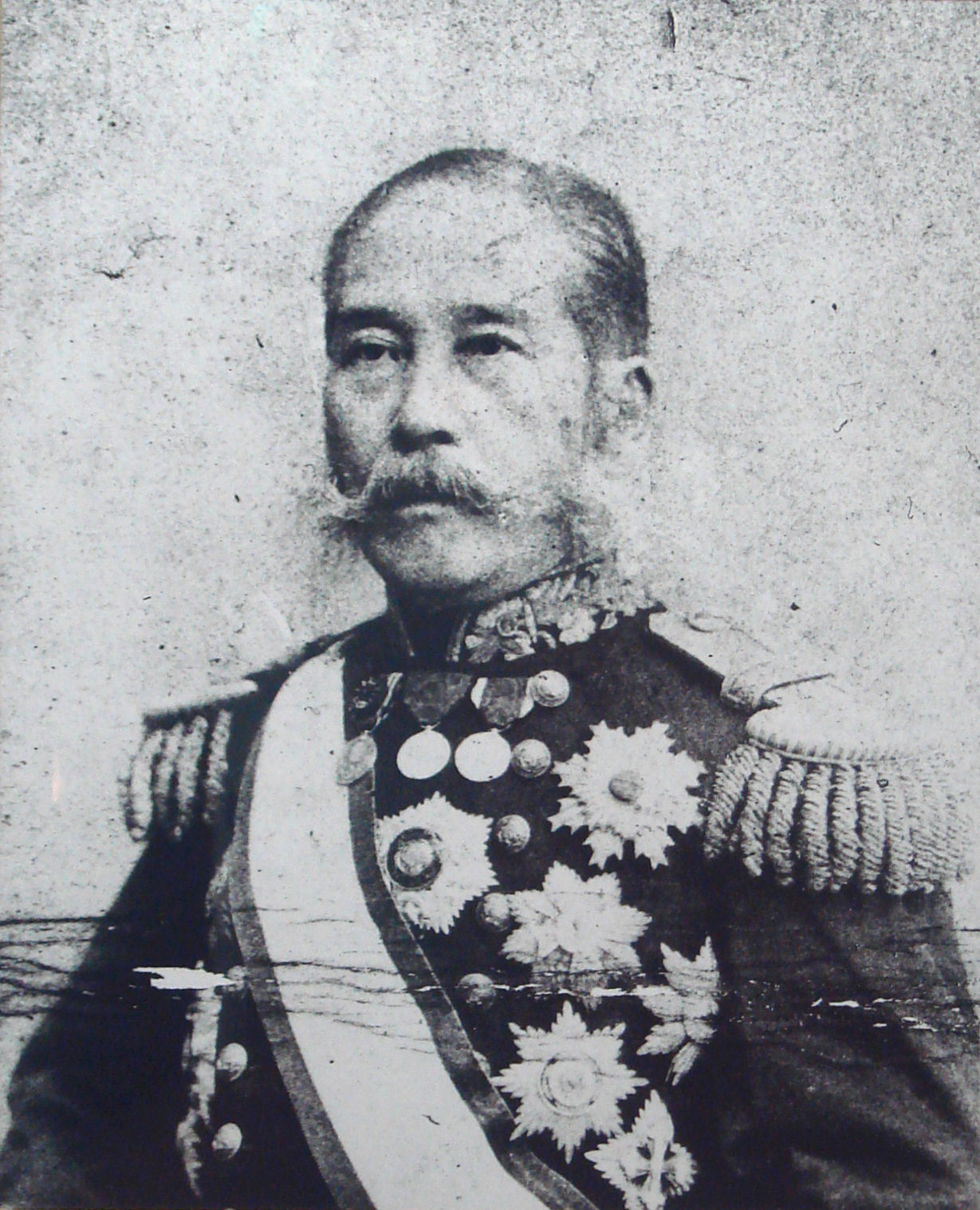
Enomoto als minister van Buitenlandse Zaken, 1891-1892

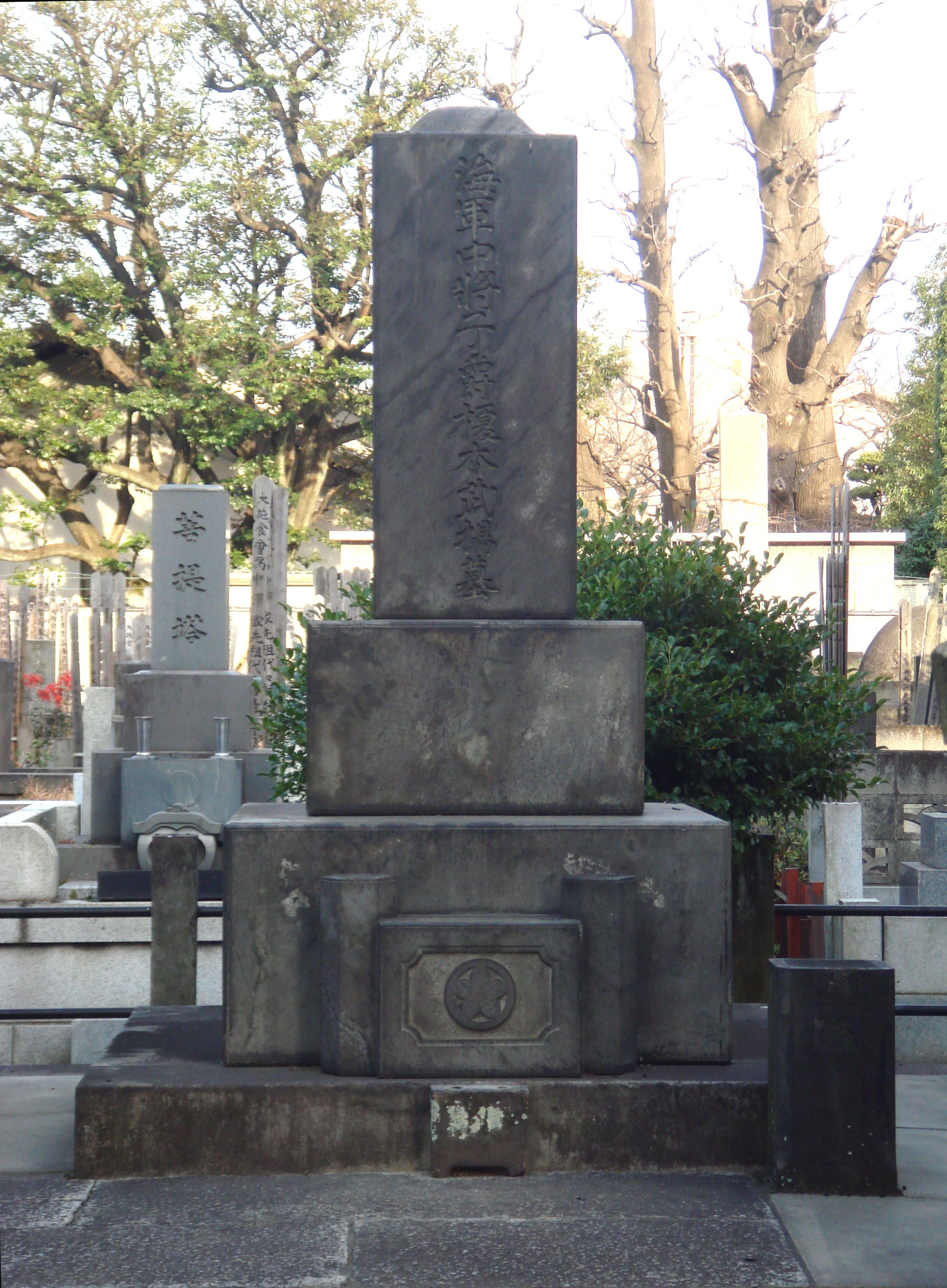
Graf van Enomoto Takeaki in de Kisshō-ji tempel (吉祥寺), Bunkyo, Tokio

Enomoto Takeaki (Japans: 榎本 武揚, Enomoto Takeaki) (Edo, 5 oktober 1836 - Tokio, 26 oktober 1908) was een Japans samoerai. Hij was vice-admiraal voor het Tokugawa-shogunaat tijdens de Boshin-oorlog. Nadat de keizerlijke troepen hadden gewonnen stichtte hij in 1868 samen met andere voormalige aanhangers van Tokugawa de republiek Ezo in het huidige Hokkaidō, waarvan hij de eerste en enige president werd. Na de val van de republiek Ezo in 1869 werd hij tijdelijk opgesloten, maar kreeg een pardon in 1872. In 1874 werd hij vice-admiraal in de Japanse Keizerlijke Marine. Hij was ambassadeur voor Rusland, en werd achtereenvolgens minister van Marine (1880-1885), minister van Communicatie (1885-1888), minister van Onderwijs (1889-1890), minister van Buitenlandse Zaken (1891-1892) en minister van Landbouw en Handel (1894-1897). In 1874 werd hij benoemd tot burggraaf en lid van de Raad van State.
Hij heeft enkele jaren in Nederland gestudeerd en sprak Nederlands en Engels. 
- CiNii: DA01835572
- International Standard Name Identifier: 0000 0000 8201 2937
- Library of Congress Control Number: n81048224
- Bibliotheek van het Japanse parlement: 00005555
- Nationale Bibliotheek van Israël: 987007274923605171
- Nederlandse Thesaurus van Auteursnamen: 372631371
- Système universitaire de documentation: 12888469X
- Virtual International Authority File: 16089268
- WorldCat: E39PBJycHVT7RqQ9q3gwV8WkXd